# The Curse (Atreyu)
The Curse è il secondo album di studio della band statunitense metalcore Atreyu, dopo Suicide Notes and Butterfly Kisses del 2002.
Uscito il 29 giugno 2004, l'album è stato prodotto e pubblicato dalla Victory Records. Ne sono stati tratti tre singoli, Bleeding Mascara, The Crimson e Right Side of the Bed, tutti e tre usciti nel 2004.
Di The Curse sono state vendute circa 350 000 copie in tutto il mondo. 
Sulla copertina del disco appare la modella Natalie DeLano.

## Tracce
I testi sono stati scritti da Alex Varkatzas, mentre la musica è stata composta da Dan Jacobs, Travis Miguel e Brandon Saller.
1. Blood Children (An Introduction) – 1:14
2. Bleeding Mascara – 2:28
3. Right Side of the Bed – 3:42
4. This Flesh a Tomb – 3:59
5. You Eclipsed by Me – 3:38
6. The Crimson – 4:01
7. The Remembrance Ballad – 4:27
8. An Interlude – 2:09
9. Corseting – 2:10
10. Demonology and Heartache – 3:42
11. My Sanity on the Funeral Pyre – 3:40
12. Nevada's Grace – 3:48
13. Five Vicodin Chased with a Shot of Clarity – 4:24
14. You Give Love a Bad Name - 3:26

Note
- L'ultima traccia dell'album, You Give Love a Bad Name, è una cover di un singolo dei Bon Jovi del 1986. Il brano è stato inserito solo nella versione disponibile per il mercato giapponese.
- La traccia numero 3, Right Side of the Bed, appare anche nella colonna sonora del videogioco Burnout 3: Takedown.

## Formazione
- Dan Jacobs - chitarra
- Marc McKnight - basso
- Travis Miguel - chitarra
- Brandon Saller - batteria, voce
- Alex Varkatzas - voce